# Chamberlayne, Virginia
Chamberlayne, Virginia (енгл. Chamberlayne) насељено је место без административног статуса у америчкој савезној држави Вирџинија.

## Демографија
По попису из 2010. године број становника је 5.456, што је 1.076 (24,6%) становника више него 2000. године.
| Група             | 2000.         | 2010.         |
| Белци             | 2.083 (47,6%) | 1.836 (33,7%) |
| Афроамериканци    | 2.155 (49,2%) | 3.205 (58,7%) |
| Азијати           | 49 (1,1%)     | 157 (2,9%)    |
| Хиспаноамериканци | 37 (0,8%)     | 160 (2,9%)    |
| Укупно            | 4.380         | 5.456         |